# (928) Hildrun
(928) Hildrun ist ein Asteroid des Hauptgürtels, der am 23. Februar 1920 von dem deutschen Astronomen K. Reinmuth in Heidelberg entdeckt wurde.
Der Tradition folgend trägt der Asteroid einen weiblichen Vornamen, der jedoch keiner bestimmten Person zuzuschreiben ist.